# Galtellì
Galtellì (sardinski: Gartèddi) je grad i općina (comune) u pokrajini Nuoru u regiji Sardiniji, Italija. Nalazi se na nadmorskoj visini od 35 metara i ima 2 434 stanovnika.
 Prostire se na 56,53 km². Gustoća naseljenosti je 43 st/km².
Susjedne općine su: Dorgali, Irgoli, Loculi, Lula, Onifai i Orosei.